# Данијела Врањеш
Данијела Врањеш (Сремска Митровица, 3. октобар 1973) српска је глумица.

## Биографија
Рођена је у Сремској Митровици, где је живела са баком. Отац јој је био војно лице, и због његових честих прекоманди, мало времена су проводили заједно. Када је напунила 11 година са породицом се преселила у Земун. По завршетку основне школе уписала је Земунску гимназију, где се није снашла на природно-математичком смеру, и због физике је понављала разред. Пошто је завршила средњу школу, уписала је Правни факултет у Београду, на који никада више није отишла, јер је открила своју праву љубав — глуму. Уписала је Факултет драмских уметности у Београду и одмах је почела да спрема испите. ФДУ је завршила за 3 године, дајући све испите у предроку. Убрзо после њеног дипломирања почело је НАТО бомбардовање СРЈ, и извадила је сва потребна документа како би отишла у Аустралију. Међутим, почела је да добија понуде за улоге у позоришним представама, због чега је и остала у Србији.
Глумила је у филмовима Шовинистичка фарса 3, Балканска правила, Ниски ударац, Дорћол-Менхетн, Муње!, Она воли Звезду и Чарлстон за Огњенку, као и у мини ТВ серији Кућа среће. Две године је била члан Београдског драмског позоришта, где је глумила у представи Вртешка, а исто толико је радила и у Народном позоришту у Београду. У Битеф театру је глумила у представама Фејк порно и Црвена.
Године 2006. се сликала за фебруарски број српског Плејбоја, а следеће године је учествовала у ријалити-шоуу Велики брат ВИП и била је прва укућанка која је гласовима гледалаца избачена из куће. По завршетку серијала била је у вези са манекеном Огњеном Ивановићем, такође бившим учесником Великог брата.

## Филмографија
| Год.          | Назив                   | Улога                        | Напомена         |
| ------------- | ----------------------- | ---------------------------- | ---------------- |
| 1990-е        |                         |                              |                  |
| 1996.         | Шовинистичка фарса 3    | Рената                       |                  |
| 1997.         | Балканска правила       | девојка у агенцији           |                  |
| 1997.         | Ниски ударац            | плавуша                      | кратки филм      |
| 2000-е        |                         |                              |                  |
| 2000.         | Дорћол-Менхетн          | Стела                        |                  |
| 2001.         | Муње!                   | комшиница / виолинисткиња    |                  |
| 2001.         | Она воли Звезду         | Мирјана                      |                  |
| 2003.         | Кућа среће              | Беки                         | мини-серија      |
| 2008.         | Чарлстон за Огњенку     | Нада                         |                  |
| 2010-е        |                         |                              |                  |
| 2010.         | Грех њене мајке         | —                            | ТВ серија, 1 еп. |
| 2011.         | Кориолан (енгл. )       | грађанка                     |                  |
| 2012.         | Артиљеро                | Љиља                         |                  |
| 2013.         | Жене са Дедиња          | фитнес тренер                | ТВ серија, 1 еп. |
| 2015—2016.    | Андрија и Анђелка       | Јулија / жена са дететом     | ТВ серија, 5 еп. |
| 2016.         | Рана моје мајке (тур. ) | Алексина жена                |                  |
| 2016.         | Стадо                   | ПР председника месног одбора |                  |
| 2016.         | Дневник машиновође      | Бисерка                      |                  |
| 2018.         | Стадо                   | Душанка, ПР странке          | ТВ серија, 2 еп. |
| 2018.         | Погрешан човек          | болничарка                   | ТВ серија, 2 еп. |
| 2019.         | Мамини синови           | трудница                     | ТВ серија, 1 еп. |
| 2020-е        |                         |                              |                  |
| 2020.         | Отац                    | новинарка                    |                  |
| 2020.         | Дара из Јасеновца       | заробљеница Миланка          |                  |
| 2021.         | Једини излаз            | Јована                       | ТВ серија, 2 еп. |
| 2021.         | Династија               | Јасна                        | ТВ серија        |
| 2022.         | Убице мог оца           | адвокатица                   | ТВ серија, 2 еп. |
| 2023 - у току | Закопане тајне          | Љубица Пепелчевић            | ТВ Серија        |